# Pyrrhopeplus
Pyrrhopeplus is een geslacht van wantsen uit de familie van de Pyrrhocoridae (Vuurwantsen). Het geslacht werd voor het eerst wetenschappelijk beschreven door Stål in 1870.

## Soorten
Het genus bevat de volgende soorten:

- Pyrrhopeplus carduelis (Stål, 1863)
- Pyrrhopeplus immaculatus Stehlik & Jindra, 2003
- Pyrrhopeplus impictus Hsiao, 1964
- Pyrrhopeplus posthumus Horváth, 1892